# Andrzej Piotr Andrzejewski
Andrzej Piotr Andrzejewski (1961. május 19. – Mirosławiec közelében, 2008. január 23.) lengyel repülőtiszt, dandártábornok.
1985-ben végezte el a dęblini Repülőtiszti Főiskolát. Ezt követően a lengyel légierő 8. vadászezredében kezdte meg katonai pályafutását. 1995-ben elvégezte Varsóban a Nemzeti Védelmi Akadémiát. 1995–1998 között a 40. vadászbombázó ezredben szolgált. 2000-től a Świdwinben állomásozó 1. Harcászati Repülődandár parancsnoka volt. 2003-ban ezredessé, majd 2006. november 11-én dandártábornokká léptették elő.
2003. augusztus 23-án egy légvédelmi gyakorlaton Szu–22-es vadászbombázó repülőgépével a balti-tengeri ustkai lőtérről indított 2K12 Kub légvédelmi rakéták számára kellett volna SRCP–WR típusú célimitátort indítania. Az imitátor azonban nem indult be, és a két elindított légvédelmi rakéta egyike Andrzejewski gépét vette célba. A rakéta 20 km-re a parttól, 3000 m magasságban találta el a Szu–22-es gépet. Andzrejewski katapultált, és mintegy másfél óra múlva kimentették a Balti-tengerből.
2008. január 23-án életét vesztette a Lengyel Légierő Mirosławiec közelében katasztrófát szenvedett CASA C–259M szállító repülőgépe fedélzetén.